# Пайтова Солда
Пайтова Солда — малая река в Вельском районе Архангельской области, левый приток Ваги. Длина — 13 км.

## Течение
Река берёт начало из осушенного болота. На всём протяжении река течет на север. Крупных притоков не имеет, ширина реки не превышает 10 метров. Впадает в реку Вагу близ деревни Пайтовская. Примерно в 1,5 километрах от устья пересекает автодорогу М8.

## Данные водного реестра
- Бассейновый округ — Двинско-Печорский
- Речной бассейн — Северная Двина
- Речной подбассейн — Северная Двина ниже места слияния Вычегды и Малой Северной Двины
- Водохозяйственный участок — Вага[2]